# Восходська сільська рада
Восхо́дська сільська рада (рос. Восходский сельский совет) — сільське поселення у складі Мішкинського району Курганської області Росії.
Адміністративний центр — село Восход.
Населення сільського поселення становить 836 осіб (2017; 949 у 2010, 1304 у 2002).

## Склад
До складу сільського поселення входять:
| Населений пункт             | Населення, осіб (2002) | Населення, осіб (2010) |
| --------------------------- | ---------------------- | ---------------------- |
| Восточна, присілок          | 159                    | 58                     |
| Восход, село                | 989                    | 806                    |
| Сладкокарасинське, присілок | 152                    | 84                     |
| Щуче, присілок              | 4                      | 1                      |